# Putnam Valley
Putnam Valley är en kommun i Putnam County, New York, USA. Befolkningen var 11.809 år 2010. Kommunen är belägen nordost om New York, i den sydvästra delen av Putnam County. Många människor lever i Putnam Valley och pendlar till New York dagligen för arbete eller rekreation. Putnam Valley kallas "Town of Lakes".